# Yum Kaax
Yum Kaax era la presunta divinità maya del mais. È sempre rappresentato giovane con una spiga di mais impigliata nel capo.
In passato Yum Kaax è stato identificato con il dio chiamato "E" nei codici., e quindi come una divinità del mais, ma altri ricercatori lo identificano invece come una divinità dedicata alla natura, alle piante e agli animali selvatici, e quindi non alla coltivazione del mais. Quale che fosse la sua funzione, era uno degli dei più importanti del pantheon maya, invocato soprattutto dai cacciatori e dagli agricoltori, per evitare che gli animali selvatici devastassero i loro campi.